# Gabriel Báez
Gabriel Alejandro Báez Corradi (Buenos Aires, Argentina, 21 de julio de 1995) es un futbolista argentino nacionalizado paraguayo, juega como lateral izquierdo, zaguero ó extremo izquierdo y su actual equipo es Talleres de Córdoba. 

## Trayectoria

### Sol de América
Para el 2021 se anuncia su llegada al Sol de América.

### Cerro Porteño
El 19 de julio de 2022 se hizo oficial su llegada al Club Cerro Porteño firmando un contrato por una temporada y con la opción de extenderlo por un año más.
Báez Corradi es nieto de paraguayos y por eso tiene doble nacionalidad.
Jugador de buen pie.

## Estadísticas

### Clubes
Actualizado al último partido jugado el 18 de junio de 2025.
| C. A.Newell's Old Boys Argentina | 1.ª                 | 2015                | 15  | 0  | -  | - | -  | - | 15  | 0  | 0,00 |
| C. A.Newell's Old Boys Argentina | 1.ª                 | 2016                | 1   | 0  | -  | - | -  | - | 1   | 0  | 0,00 |
| C. A.Newell's Old Boys Argentina | Total               | Total               | 16  | 0  | 0  | 0 | 0  | 0 | 16  | 0  | 0,00 |
| Venados F. C. · México | 2.ª                 | 2017-18             | 30  | 2  | 2  | 0 | -  | - | 32  | 2  | 0,06 |
| Venados F. C. · México | 2.ª                 | 2018-19             | 25  | 1  | 4  | 0 | -  | - | 29  | 1  | 0,03 |
| Venados F. C. · México | Total               | Total               | 55  | 3  | 6  | 0 | 0  | 0 | 61  | 3  | 0,05 |
| Cerro Largo F. C. · Uruguay | 1.ª                 | 2020                | 12  | 1  | -  | - | 2  | 0 | 14  | 1  | 0,07 |
| Cerro Largo F. C. · Uruguay | Total               | Total               | 12  | 1  | 0  | 0 | 2  | 0 | 14  | 1  | 0,07 |
| C. Sol de América Paraguay | 1.ª                 | 2021                | 16  | 0  | -  | - | -  | - | 16  | 0  | 0,00 |
| C. Sol de América Paraguay | 1.ª                 | 2022                | 16  | 0  | -  | - | 2  | 0 | 18  | 0  | 0,00 |
| C. Sol de América Paraguay | Total               | Total               | 32  | 0  | 0  | 0 | 2  | 0 | 34  | 0  | 0,00 |
| C. Cerro Porteño Paraguay | 1.ª                 | 2022                | 16  | 1  | -  | - | -  | - | 16  | 1  | 0,06 |
| C. Cerro Porteño Paraguay | 1.ª                 | 2023                | 13  | 0  | -  | - | 6  | 0 | 19  | 0  | 0,00 |
| C. Cerro Porteño Paraguay | Total               | Total               | 29  | 1  | 0  | 0 | 6  | 0 | 35  | 1  | 0,03 |
| Club Nacional de Football · Uruguay                                                                                                  | 1.ª                 | 2023                | 14  | 1  | 1  | 0 | 11 | 0 | 26  | 1  | 0,04 |
| Club Nacional de Football · Uruguay                                                                                                  | 1.ª                 | 2024                | 30  | 2  | 3  | 0 | 12 | 0 | 45  | 2  | 0,04 |
| Club Nacional de Football · Uruguay                                                                                                  | 1.ª                 | 2025                | 16  | 2  | 1  | 0 | 6  | 0 | 23  | 2  | 0,09 |
| Club Nacional de Football · Uruguay                                                                                                  | Total               | Total               | 60  | 5  | 5  | 0 | 29 | 0 | 94  | 5  | 0,05 |
| C.A. Talleres Argentina | 1.ª                 | 2025                | 0   | 0  | -  | - | -  | - | 0   | 0  | 0,00 |
| C.A. Talleres Argentina | Total               | Total               | 0   | 0  | 0  | 0 | 0  | 0 | 0   | 0  | 0,00 |
| Total en su carrera | Total en su carrera | Total en su carrera | 204 | 10 | 11 | 0 | 39 | 0 | 254 | 10 | 0,04 |
| (1) Incluye datos de Copa México, Copa AUF Uruguay y Supercopa Uruguaya. (2) Incluye datos de Copa Sudamericana y Copa Libertadores. |                     |                     |     |    |    |   |    |   |     |    |      |

## Palmarés

### Títulos nacionales
| Título             | Club     | País    | Año  |
| ------------------ | -------- | ------- | ---- |
| Torneo Intermedio  | Nacional | Uruguay | 2024 |
| Supercopa Uruguaya | Nacional | Uruguay | 2025 |